# Мусави Ардебили, Абдул-Карим
Сеид Абдул-Карим Мусави Ардебили (перс. سید عبدالکریم موسوی اردبیلی ‎; 28 января 1926, Ардебиль — 23 ноября 2016, Тегеран) — иранский религиозный и государственный деятель, глава судебной власти Ирана в 1981—1989 годах. Сменил на этом посту Мохаммада Бехешти, который был убит в результате теракта организованного «Моджахедин-э Халк».

## Карьера

### Революционер
Мусави Ардебили был сторонником аятоллы Рухоллы Хомейни и его другом. В 1970-х годах он выступал в поддержку Хомейни. После победы иранской революции он стал одним из основателей Исламской республиканской партии, основанной в феврале 1979 года. Пережил покушение антихомейнистской подпольной организации Форкан.
Вечером 11 февраля аятолла Хомейни праздновал победу над шахом Мохаммедом Реза Пехлеви. Хомейни поручил аятолле Мусави Ардебили объявить по радио о победе революции. Правительство Шапура Бахтияра было свергнуто.

### Глава Судебной власти
Хомейни назначил его главой Судебной власти в июне 1981 года, после импичмента президента Абольхасана Банисадра. В качестве главного судьи он служил членом временного совета при президенте вместе с премьер-министром и спикером, выполняя обязанности президента на срок до двух месяцев.
Мусави Ардебили принялся энергично «искоренять врагов режима» из государственного аппарата. Учитывая масштаб внутриполитического конфликта, власти подчеркнули необходимость проявлять бдительность в отношении противников режима. Аятолла Мусави Ардебили, заявил: «В бюрократии ещё остались люди, которые, если их оставить в покое, нанесут ущерб революции… Такие люди есть во всех социальных слоях общества, в базаре, бюрократии, частном секторе…».

#### Роль Мусави Ардебили в массовых репрессиях 1988 года
5 августа 1988 года Мусави Ардебили, выступая с речью на пятничной молитве в Тегеране, заявил: «Судебная власть находится под очень сильным давлением со стороны общественного мнения, которое спрашивает, почему мы предали их [членов и сторонников Моджахедин-э Халк] суду, почему некоторые из них заключены в тюрьму и почему не казнили их всех … Люди говорят, что все они должны быть казнены без исключения»
.
16 августа 1988 года «Amnesty International» впервые опубликовала «Срочное действие», в котором выразила озабоченность «свидетельствами того, что в Иране происходит новая волна политических казней». Amnesty International призвала своих членов отправлять телеграммы, телексы и письма главе Верховного суда Ирана и члену Высшего судебного совета Ирана Абдул-Кариму Мусави Ардебили и министру юстиции Хасану Хабиби, и направить копии обращений дипломатическим представителям Ирана в их странах. В апелляциях содержался призыв «заменить все невыполненные смертные приговоры и положить конец казням в Иране».
Второе «Срочное действие» от 2 сентября 1988 года осудила продолжающиеся политические казни в Иране и сослалась на речь Мусави Ардебили от 5 августа, в которой указывалось, что многим заключенным сторонникам «Моджахедин-э Халк» грозит смертная казнь. Amnesty International в очередной раз мобилизовала своих членов, чтобы направить обращения к властям Ирана, «призывая к немедленному прекращению этих политических казней» и «запрашивая подробности процедур, с помощью которых выносятся и утверждаются смертные приговоры».
Третье «Срочное действие» от 20 октября подтвердила обеспокоенность Amnesty International по ситуации в Иране. Организация заявила, что, по её мнению, «за последние десять недель в Иране было проведено очень значительное количество политических казней». И снова её члены были мобилизованы для отправки апелляций к властям Ирана с призывом «положить конец политическим казням» и «возобновить семейные посещения политических заключённых».